# 潮田町
潮田町（うしおだまち）は、1923年（大正12年）4月1日から1925年（大正14年）4月1日まで存在した神奈川県橘樹郡の町。
1889年（明治22年）4月1日から1923年（大正12年）3月31日までは町田村（まちだむら）と称した。

## 概要
神奈川県橘樹郡中部の町。現在の神奈川県横浜市鶴見区の東部にあたる（鶴見川以東）。
元は鶴見川と多摩川の沖積低地上に広がる農村であったが、大正期に臨海部の埋め立てが着手され、1920年代以降京浜工業地帯の中核として工業の集積が進んだ。これに合わせて南部臨海部の潮田地区を中心に急速な工業都市化が進む中、1925年（大正14年）に鶴見川対岸の鶴見町に編入され、さらに1927年（昭和2年）には鶴見町が横浜市に編入された。

## 地理
- 川：鶴見川

## 歴史

### 沿革
- 1889年（明治22年）4月1日 - 町村制の施行により、市場村、潮田村、小野新田、矢向村、江ヶ崎村、菅沢村および小田村の一部が合併して町田村が成立。
- 1923年（大正12年）4月1日 - 町田村が町制施行・改称して潮田町となる。
- 1925年（大正14年）4月1日 - 鶴見町に編入。同日潮田町廃止。
- 1927年（昭和2年）
  - 4月1日 - 鶴見町が横浜市に編入。
  - 10月1日 - 横浜市が区制を施行。旧町域が鶴見区となる。

## 行政

### 歴代首長
町田村長
- 添田知義

潮田町長

## 交通

### 鉄道
- 鉄道省（現JR東日本）
  - 東海道本線：町域内を通過しているが、駅は存在しなかった。
- 京浜電気鉄道（現京浜急行電鉄）
  - 本線：市場駅（現鶴見市場駅）
- 海岸電気軌道（廃線）
  - 本線：鶴見川 - 下野谷 - 潮田 - 入船 - 寛政 - 下新田 - 富士電機前

鶴見臨港鉄道（現JR東日本鶴見線）

、南武鉄道（現南武線）は未開業。

### 道路
- 京浜国道（現国道15号）

### 運河
- 川崎運河